# NGC 2027
NGC 2027 (còn được gọi là ESO 86-SC13) là cụm sao mở có cường độ thứ 12 nằm trong chòm sao Kiếm Ngư, cũng là một phần của Đám mây Magellan Lớn và được James Dunlop phát hiện vào ngày 6/11/1826. Kích thước rõ ràng của nó là 11,9 x 0,7 phút cung.